# Foramen zygomaticoorbitale

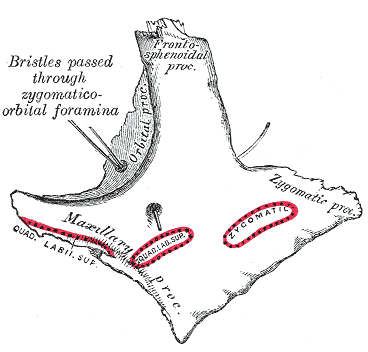
A járomcsont (a két cérna jelöli a lyukak kimenetelét)

A foramen zygomaticoorbitale egy koponyalyuk a járomcsonton (os zygomaticum). Kettő van belőle. Az egyik a fossa temporalis, a másik a csont arci részére nyílik. A ramus zygomaticotemporalis nervi zygomatici és a ramus zygomaticofacialis nervi zygomatici megy keresztül rajta.